# Hideaga
Hideaga – wieś w Rumunii, w okręgu Marmarosz, w gminie Satulung. W 2011 roku liczyła 630 mieszkańców.